# Serge Bouillon
 (octobre 2022).
Si vous disposez d'ouvrages ou d'articles de référence ou si vous connaissez des sites web de qualité traitant du thème abordé ici, merci de compléter l'article en donnant les références utiles à sa vérifiabilité et en les liant à la section « Notes et références ».
Serge Bouillon, né le 25 décembre 1926 à Épernay et mort le 31 juillet 2014 à Saint-Benoît-la-Forêt, est une personnalité du théâtre.
Passionné de théâtre et de poésie, il est l'élève de Charles Dullin. Tour à tour comédien, marionnettiste, régisseur, directeur de la scène, metteur en scène, administrateur de théâtre, il dirige le Centre de formation professionnelle des techniciens du spectacle de Bagnolet de 1980 à 1997. Gérant de la société de production théâtrale Fondation Hébertot, il est l'ayant droit de Jacques Hébertot et l’un des principaux actionnaires de la Société immobilière Batignolles-Monceau, propriétaire des murs du théâtre. Il est l'époux en secondes noces de Danielle Mathieu-Bouillon, dont il partage la vie depuis 1968. Mort des suites d'une crise cardiaque, il est inhumé au cimetière ancien de Bagnolet - 18e section - 1er carré.

## Comédien
Il joue, avec les élèves de l'École Charles Dullin dans les bases navales de Méditerranée, Jean Cocteau, Jean Giraudoux, Courteline, Feydeau - 
Quelques silhouettes au cinéma dans Rendez-vous de Juillet de Jacques Becker, Les Bataillons du ciel, Homme pour Hommes de Christian-Jaque
- 1949 : Place de l'Étoile de Robert Desnos (création) au Théâtre des Noctambules, mise en scène de Clément Harari avec Loleh Bellon et Charles Denner
- 1949 : Les Mamelles de Tirésias de Guillaume Apollinaire, (reprise) mise en scène de Clément Harari, au Théâtre des Noctambules
- 1952 : Dialogues des carmélites de Georges Bernanos, mise en scène Marcelle Tassencourt, Théâtre Hébertot
- 1952 : La Reine Morte d'Henry de Montherlant (Tournées Noël Vincent)
- 1952 : Iphigénie de Jean Racine (Tournées Noël Vincent)

Puis il consacre trois années aux films d'animation et aux marionnettes.
- 1954 : Mon cœur dans les Highlands de William Saroyan mise en scène de Michel Vitold au Théâtre Hébertot
- 1954 : La Condition Humaine d'André Malraux, adaptation Thierry Maulnier mise en scène Marcelle Tassencourt, au Théâtre Hébertot
- 1955 : L'Eventail de Lady Windermere d'Oscar Wilde mise en scène Marcelle Tassencourt, au Théâtre Hébertot
- 1958 : Procès à Jésus de Diego Fabbri, mise en scène Marcelle Tassencourt, Théâtre Hébertot, Théâtre des Célestins
- 1960 : Le Signe du feu de Diego Fabbri, mise en scène Marcelle Tassencourt, Théâtre Hébertot

## Régisseur de théâtre
- Festival du XXe siècle au théâtre des Champs-Élysées 1952.
- Théâtre Hébertot 1952-1968.

Engagé par Jacques Hébertot en 1952, il devient dès septembre 1953 directeur de la scène du Théâtre, veillant aux diverses productions. Il devient en 1962 son plus proche collaborateur. C'est l'occasion, pour lui, de coopérer étroitement avec des personnalités aussi affirmées que celles de François Mauriac, Paul Claudel, Henry de Montherlant, Albert Camus, Maurice Clavel, André Malraux, Thierry Maulnier, Jules Romains, Samuel Beckett, Marguerite Duras, Jorge Semprún, Diego Fabbri, Harold Pinter, et les metteurs en scène André Barsacq, Michel Vitold, Marcelle Tassencourt, Marguerite Jamois, Roger Blin, Claude Régy, Laurent Terzieff et Raymond Rouleau.

## Festivals
De 1960 à 1966, il participe, durant l'été au festival du Marais, au festival de Fougères, au festival du Théâtre sacré d'Annecy, au festival de Baalbek au Liban, au festival de Sceaux.

## Metteur en scène
En 1965, il fonde sa propre compagnie   Les Heures Théâtrales de France et entreprend de longues tournées en France en Europe, en Afrique du Nord et, pour le compte du Ministère de la Coopération, dans dix pays d'Afrique Noire. Il monte Feydeau, Jean Racine, Molière, Prosper Mérimée.
- Pulchérie de Corneille  Festival de Barentin avec Renée Faure 1965[3]
- L'Aigle à deux têtes de Jean Cocteau Tournées Baret avec Renée Faure et Michel Paulin 1965
- Laodice de Thomas Corneille Festival de Barentin avec Renée Faure 1966[3]
- Noces de sang de Federico Garcia Lorca avec Renée Faure et Catherine Rouvel Capitole de Toulouse 1966
- Horace de Corneille au Théâtre du Vieux Colombier, avec André Thorent, Robert Benoît, Benoît Brionne, Monique Nevers 1968
- Les Femmes savantes de Molière avec  Jean-Luc Tardieu, Andréa Ferréol au Théâtre du Vieux Colombier 1969
- Baroques et Précieux du XVIIe siècle (montage poétique) au Théâtre du Vieux-Colombier
- Cinna de Corneille avec Guy Kerner au Théâtre de la Gaîté Montparnasse 1969
- Noces de sang de Federico Garcia Lorca avec Renée Faure au Théâtre de l'Athénée 1969
- Le Petit Tailleur adaptation du conte des Frères Grimm au Festival du Marais 1970

## Administrateur de théâtre

### Théâtre du Vieux Colombier avec Bernard Jenny (1968-1971)
C'est le moment de la création de pièces de James Saunders, Edward Albee, Murray Schisgal, Léonid Andreïev, avec Laurent Terzieff, de Tchekhov avec Michel Vitold. Horaires multiples, matinées scolaires, spectacles à 18h30.

### Animation culturelle et théâtrale (futur Ecla-Théâtre) de 1972 à 1974
Auprès de Christian Grau-Steff et de Jean Térensier, il participe au développement de cette structure dont le but est la diffusion des classiques en milieu scolaire et l'organisation de spectacles en matinée dans de grands théâtres parisiens.

### Théâtre des Mathurins 1974-1979
Auprès de Radiffé Harry-Baur, directrice du théâtre, il en est l'administrateur et assure la plus grande partie de la programmation avec notamment :
- Le Péril Bleu de Victor Lanoux avec Odette Laure et Bernard Alane
- Le Voyageur sans Bagage de Jean Anouilh, mise en scène de Nicole Anouilh avec Daniel Ivernel
- Antigone de Jean Anouilh, mise en scène de Nicole Anouilh avec Annick Blancheteau et Michel Auclair
- Les Mains Sales de Jean-Paul Sartre avec Paul Guers et Yves-Marie Maurin

### Bobino de 1980 à 1983
Directeur administratif du lieu, il y gère notamment de nombreux spectacles dont ceux de Maxime Le Forestier, Francis Lalane, Alan Stivel…

### Théâtre Hébertot 1983-1986
Avec la compagnie Jean-Laurent Cochet, il gère l'alternance de 21 spectacles différents avec un budget réduit et des équipes administratives, techniques et d'accueil qu'il est chargé de réunir. Gageure réussie avec un personnel comparable en nombre à celui des établissements privés à programmation traditionnelle, et qu'il renouvelle trois années durant.

### Théâtre de l'Est parisien de 1987 à 1990
Invité en mars 1987 par Guy Rétoré à remplir une mission en tous points comparable, lors du changement de statut  du théâtre de l'Est parisien (TEP) de l'avenue Gambetta (l'Établissement Public étant transféré avec tout son personnel au Théâtre national de la Colline), il réorganise l'entreprise avec une équipe très réduite pour en assurer néanmoins le nouveau cahier des charges. Après trois saisons complètes et des spectacles divers, il quitte le TEP, restructuré par ses soins, en mars 1990, pour se consacrer au seul centre de formation professionnelle des techniciens du spectacle.

## Enseignement
- Professeur d'art dramatique à la Schola Cantorum
- Professeur de régie à l'institut théâtral de Censier Université de Paris.
- Professeur de régie puis de régie-administration à l'école nationale supérieure des arts et techniques du théâtre (rue Blanche) 1977-1982 ; il participe à la séparation de l'enseignement de la régie avec celui de l'administration théâtrale.

## Centre de formation professionnelle des techniciens du spectacle
Directeur (1980-1996)
En 1979, Denis Maurey alors Président du Syndicat des Directeurs des Théâtres Privés ainsi que du Fonds de Soutien, demande à Serge Bouillon de trouver un lieu à même de servir de magasin de décors à l’usage de ses confrères. Serge Bouillon trouve un lieu situé à Bagnolet de l’autre côté du périphérique. Il s’agit d’un ancien entrepôt de séchage de bois de plaquage, soit 2 750 m2 au sol, en fort mauvais état.
L'association pour le soutien du théâtre privé l'achète. Denis Maurey, compte tenu de l'importance des locaux, a alors l'idée d'y trouver la solution à un autre problème, qui touche la profession, à savoir, refonder à Bagnolet le CFPTS, créé en 1974 par toutes les instances syndicales et patronales à Saint-Ouen et qui forme, à raison de 2 stages de 13 semaines annuelles, une vingtaine de techniciens de la machinerie et de la lumière, car la ville de Saint-Ouen souhaite récupérer les locaux qui l'abritent.
Denis Maurey demande à Serge Bouillon de fonder à Bagnolet, le nouveau CFPTS, où, nommé en février 1980, il s’installe en mai 1980.
À l’exception de 2 projecteurs vétustes, le matériel du CFPTS est inexistant ou dangereux. Les locaux qui lui sont attribués se limitent à deux bureaux et à un atelier dont la verrière du toit est brisée.
Serge Bouillon comprend aussitôt que la formation des jeunes issus du milieu scolaire, exige des locaux, installations et équipements, dont l'établissement est totalement dépourvu. Par ailleurs, son budget global annuel est de 580 000 F (subvention du Ministère ajoutée à la part de taxe d’apprentissage)  lequel est affecté, essentiellement aux bourses d'études, ne lui permet pas d'en acquérir.
- 1981 : Création du nouveau stage de Régie générale

En 1981, il comprend que, pour mener à bien la formation initiale, il va devoir proposer au fonds d'assurance formation des activités du spectacle, des stages de formation continue, dans le coût desquels, il inclut la location d’un matériel qu’il utilisera, aussi bien pour la formation continue, que pour la formation initiale.
Parallèlement, en quête de l'évolution constante des techniques mises en œuvre dans le spectacle, et mettant à profit cette expérience du terrain, ainsi que celle de la pédagogie, il conçoit et propose un stage de formation de « régisseur général » à l'AFDAS.
Le cursus de ce stage, inédit à l’époque, part du principe qu’un cadre administratif ne peut ignorer les techniques que ses subordonnés mettent en  œuvre. C’est un succès. Ce cursus obtient immédiatement l’adhésion et connaît une longue liste d’attente. 
D’autres stages ne vont pas tarder à suivre dans toutes les disciplines des différentes techniques du spectacle. 
Il lui faut songer à l’aménagement de nouveaux locaux et engage une équipe du bâtiment, qui tout au long des années suivantes, aménage les locaux, construisant : 
- 1983-1984 : construction puis aménagement d’un théâtre à l’italienne avec un plateau de 11 mètres d’ouverture ; création d’un atelier de métallerie

Il poursuit parallèlement avec le concours et les conseils de ses collaborateurs l'aménagement de nouvelles salles de formation.
- 1985 : la création de trois studios de son, totalement professionnels et  interconnectés, pour la captation et la diffusion.

Parallèlement, deux plateaux techniques, l’un à scène frontale, l’autre en espace modulable sont installés.
Des 26 semaines de stages annuels de 1981, on est passé, en cette année 1986 à 186 semaines.
- 1987 : stage de mise en œuvre informatique de la machinerie avec un matériel importé temporairement de Suède, alors qu’il n’existe pas encore en cette année  un seul théâtre à Paris qui soit équipé d’un matériel comparable.
- 1988 : Atelier de dessin
- 1989 : Atelier de fabrication d’accessoires
- 1990 : édification d’un nouveau bâtiment appelé à devenir un studio audiovisuel. La surface en est très importante 500 m2 sous 9 mètres de hauteur, pour le studio, et 650 m2 au sol pour l’ensemble du bâtiment qui comporte en outre une régie de 160 m2 et un étage de 650 m2. Intervention dans cette grosse opération de l’ASTP pour 1 200 000 F et de l’État pour la même somme.
- 1991 : installation d’une climatisation pour ce studio totalement silencieuse capable de distiller le froid ou le chaud.

Ce grand studio démontre le caractère novateur de Serge Bouillon, il va permettre de multiples expériences professionnelles marquantes pour les stagiaires, les mettant en condition de grands spectacles, voire, de grands événementiels ; il le mett à la disposition de plusieurs manifestations, avec, entre autres :
- Festival Banlieues Bleues  où 15 jeunes du département de la Seine-Saint-Denis ont pu se familiariser avec les différents métiers du spectacle musical
- Sessions  Master avec les plus grands batteurs du monde : Robin di Maggio, Dom Famularo, Felix Lecco Saba, Laurent Bocciti, Rod Morgenstein John JR Robinson etc. (en accord avec René Guérin rédacteur en chef du journal Batteur magazine)
- Réalisation de la grande photo de famille du théâtre par Bernard Richebé, rassemblant 150 comédiens de premier plan, avec l'exclusivité de Paris Match et l'émission de Michel Drucker
- Mise en place d'une étroite collaboration entre le Conservatoire national d'art dramatique, l’École nationale supérieure des arts décoratifs et le CFPTS pour l'organisation des concours de fin d'année de ces trois institutions.
- La Comédie-Française vient y planter les trois décors du spectacle monté par Dario Fo, ne disposant nulle part ailleurs d'un lieu suffisamment vaste pour une telle opération.

Depuis le printemps 1990, Serge Bouillon consacre l'essentiel de son temps au CFPTS de Paris-Bagnolet, pour lui conférer  la dimension européenne et y assurer la formation de 90 % des professionnels du spectacle de l'hexagone. 
- Une cellule Europe est créée au sein du CFPTS avec la collaboration de Sophie Cathala-Pradal et France-Line Spielmann, qui multiplie les contacts avec la Communauté européenne et qui, enrichissant l'expérience de chacun, tend à harmoniser, à partir de référentiels d'emplois élaborés en commun, nos programmes de formation et ceux de nos partenaires.
- Le CFPTS obtient pour le diplôme de fin de ses formations de longue durée, l'homologation de niveau III et son Directeur devient rapporteur auprès de la Commission interministérielle des homologations.
- Sollicité par le Ministère de la Justice pour organiser en milieu carcéral des stages de formations qui se poursuivraient à Bagnolet, après libération conditionnelle des détenus, Serge Bouillon et son équipe répondent présent et quelques mois durant les formateurs du CFPTS fréquenteront assidûment  Fleury-Mérogis, avant que, reconstruits par l'exigence professionnelle des gens du spectacle, les ex-détenus se retrouvent au CFPTS, puis, leur formation achevée, en milieu théâtral où on peut encore les rencontrer..
- Le CFPTS participe au jury d'examen de fin de formation, en Avignon, au Portugal, en Belgique, en Espagne… À l'occasion des différentes manifestations majeures et événementielles, telles le bicentenaire de 1789,  le centenaire du général de Gaulle, le 50e anniversaire de la Libération de Paris, les Jeux Olympiques d'hiver d'Albertville, l'exposition universelle de Séville en 1992… ses formateurs sont présents sur tous les sites.
- Serge Bouillon fonde alors l'Organisation française des techniciens du spectacle vivant, (O.F.T.S.V) qui prend le relais de la branche française de l'Organisation internationale des scénographes et à ce titre représente la France à la quadriennale de Prague en 1992.

De nouvelles activités sont développées, notamment la conception et le dessin en 3D, assisté par ordinateur…
- En 1995, la première expérience d'une masters class de comédiens sous la direction du grand metteur en scène russe Anatoli Vassiliev qu'il avait rencontré à Moscou.
- 1996 stages de projecteurs asservis, stages de Formation de formateurs aux exigences de la sécurité qui lui vaut la remise de la médaille de la CRAMIF (Caisse régionale d'assurance maladie d'Île-de-France).
- Fin 1996, Serge Bouillon fait valoir ses droits à la retraite.

Grâce à la générosité de l'ASTP (Association pour le soutien du théâtre privé), qui lui a laissé, pour un loyer modique, la libre disposition de l'ensemble immobilier de Bagnolet, il a, à partir d'un matériel inexistant, d'un budget annuel de 500 000 Francs, construit avec sa propre équipe 7 000 m2 de locaux adaptés à la formation. Il réunit un personnel de 180 techniciens, engagé 18 collaborateurs permanents et réalisé, en 1996, 495 stages, son dernier exercice comptable mettant en évidence un budget de 17 millions et demi de francs.

## Missions officielles diverses
- Directeur de l'Opération Interspectacles 1975-1980, pour le compte de l'Association pour le Soutien du Théâtre Privé et sous l'égide du Ministère de la Culture et de la Ville de Paris, une opération de prospection du public portant sur les 52 théâtres privés parisiens
- Conseiller Technologique auprès du Ministre de l'Éducation, 1979-1992 participant aux commissions chargées de mettre en place ou de réformer l'enseignement des diverses professions du spectacle.
- Président du Syndicat national des administrateurs de théâtre et de l'encadrement du spectacle CFE/CGC de 1983-1997
- Membre titulaire de la Commission nationale de l'attribution des licences de spectacle, 1983 à 1997
- Membre du Conseil national des professions du spectacle,
- Membre de la Commission paritaire de l'emploi et de la formation dans le spectacle vivant.
- Trésorier de l'AFDAS
- Trésorier de la Maison du geste et de l'image
- Président de l'ART Association de la régie théâtrale de 1973 à 1982. Il y était entré en 1952.

Président d'honneur depuis 1983, il participe activement aux nombreuses expositions organisées par l'A.R.T à la Bibliothèque historique de la ville de Paris.
- Membre du Jury du Prix du Brigadier. Il en fut le Président de 1973 à 1983.

## Conseil de prud'hommes de Paris
Dès 1976, représentant alors, dans le collège employeurs, les directeurs et administrateurs de théâtre, il est élu conseiller prud'homme de Paris. Son mandat est renouvelé à chaque élection et il se voit confier de 1981 à 2005 l'une des présidences d'audience de la section de l'encadrement.

## Auteur
- Jacques Hébertot, le magnifique, coécrit, avec Antoine Andrieu-Guitrancourt (Paris-Bibliothèque / Fondation Hébertot 2006  (ISBN 2-84331-149-7)
- Le lexique de la scène de Michel Ladj, auteur du préambule (Éditions AS-scéno-1998)  (ISBN 2-912017-06-8)
- Participation à l'ouvrage collectif ENSATT L'Ecole Théâtre Les Solitaires Intempestifs (2011)  (ISBN 978-2-84681-321-1)
- Centenaire du théâtre des Champs-Elysées, ouvrage collectif de 700 pages sous la coordination de Nathalie Sergent, dans l'équipe d'Armelle Héliot (Comédie et Studio), auteur du témoignage sur Jacques Hébertot (Éditions Verlhac 2013)  (ISBN 978-2-365950114)
- Régie théâtrale et mise en scène - L'Association des régisseurs de théâtre 1911-1949 de Françoise Pélisson-Karro, auteur de la préface (Presses Universitaires Septentrion 2014)
- Les archives de la mise en scène - hypermédialités du théâtre - ouvrage collectif sous la direction de Jean-Marc Larrue et Giusy Pisano (Presses Universitaires Septentrion 2014)
- Les archives de la mise en scène - Spectacles populaires et culture médiatique 1850-1950 - ouvrage collectif sous la direction de Pascale Alexandre-Bergues - Martine Laliberté (Presses Universitaires Septentrion 2016)

## Distinctions
- Chevalier de la Légion d'honneur
- Chevalier de l'ordre national du Mérite
- Chevalier de l'ordre des Palmes académiques
- Chevalier de l'ordre des Arts et des Lettres
- Médaille d'honneur du Ministère de la Justice
- Diplôme d'honneur du Ministère de la Justice
- Médaille pénitentiaire
- Grande médaille d'argent de la Ville de Paris
- Médaille de la maîtrise du risque de la caisse régionale de l'Assurance maladie d'Île-de-France (1997)